# Radioterapia de haz externo
La radioterapia de haz externo (RHE) es la forma más común de radioterapia. El paciente se sienta o se tumba en una camilla y una fuente externa de radiación ionizante apunta a una parte concreta del cuerpo. A diferencia de la braquiterapia (radioterapia de fuente sellada) y la radioterapia de fuente no sellada, en las que la fuente de radiación está dentro del cuerpo, la radioterapia de haz externo dirige la radiación al tumor desde fuera del cuerpo. Los rayos X de ortovoltaje ("superficiales") se utilizan para tratar el cáncer de piel y las estructuras superficiales. Los rayos X de megavoltaje se utilizan para tratar tumores profundos (por ejemplo, de vejiga, intestino, próstata, pulmón o cerebro), mientras que los haces de electrones de megavoltaje suelen utilizarse para tratar lesiones superficiales que se extienden hasta una profundidad de aproximadamente 5 cm (el aumento de la energía del haz corresponde a una mayor penetración). Los rayos X y los haces de electrones son, con diferencia, las fuentes más utilizadas para la radioterapia externa. Un pequeño número de centros llevan a cabo programas experimentales y piloto que emplean haces de partículas más pesadas, en particular protones, debido a la rápida disminución de la dosis absorbida por debajo de la profundidad del objetivo. 

## Rayos X y rayos gamma

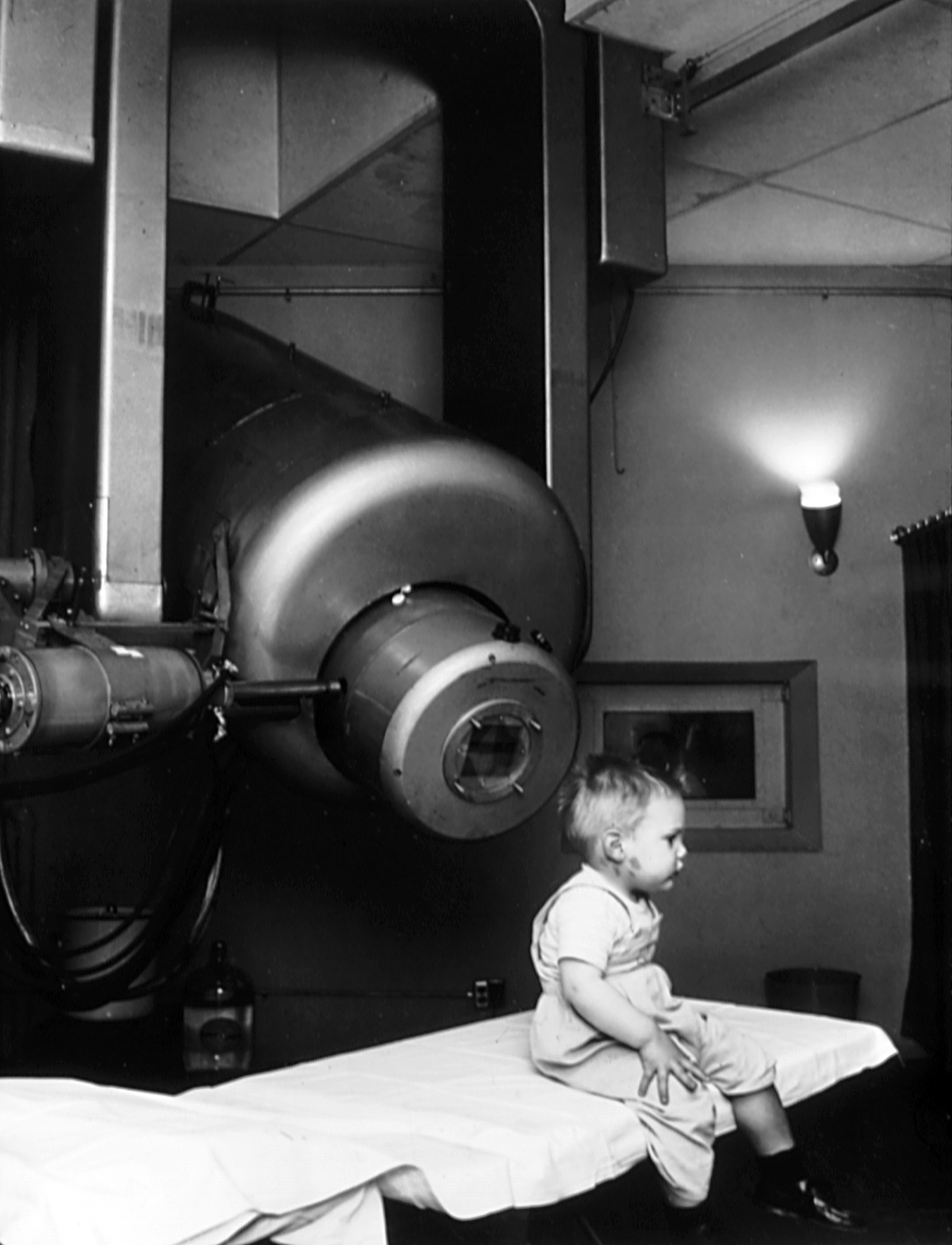
Imagen histórica que muestra a Gordon Isaacs, el primer paciente tratado con radioterapia de acelerador lineal (en este caso un haz de electrones) para el retinoblastoma en 1957. A Gordon se le extirpó el ojo derecho el 11 de enero de 1957 porque el cáncer se había extendido. Su ojo izquierdo, sin embargo, sólo tenía un tumor localizado que llevó al doctor Henry Kaplan a intentar tratarlo con el haz de electrones.

Convencionalmente, la energía de los rayos gamma y X diagnósticos y terapéuticos se expresa en kilovoltios o megavoltios (kV o MV), mientras que la energía de los electrones terapéuticos se expresa en términos de megaelectronvoltios (MeV). En el primer caso, esta tensión es el potencial eléctrico máximo utilizado por un acelerador lineal para producir el haz de fotones. El haz está formado por un espectro de energías: la energía máxima es aproximadamente igual al potencial eléctrico máximo del haz multiplicado por la carga del electrón. Así, un haz de 1 MV producirá fotones de no más de 1 MeV aproximadamente. La energía media de los rayos X es sólo aproximadamente 1/3 de la energía máxima. La calidad y la dureza del haz pueden mejorarse mediante filtros de rayos X, lo que mejora la homogeneidad del espectro de rayos X.
Los rayos X de utilidad médica se producen cuando los electrones se aceleran a energías en las que predomina el efecto fotoeléctrico (para uso diagnóstico, ya que el efecto fotoeléctrico ofrece un contraste comparativamente excelente con el número atómico efectivo Z) o predominan la dispersión Compton y la producción de pares (a energías superiores a aproximadamente 200 keV para el primero y 1 MeV para el segundo), para haces de rayos X terapéuticos. Algunos ejemplos de energías de rayos X utilizadas en medicina son: 
- Rayos X superficiales de muy baja energía - 35 a 60 keV (la mamografía, que da prioridad al contraste de tejidos blandos, utiliza rayos X de muy baja energía kV)
- Rayos X superficiales de radioterapia - 60 a 150 keV
- Rayos X de diagnóstico: de 20 a 150 keV (mamografía a TC); éste es el intervalo de energías de fotones en el que predomina el efecto fotoeléctrico, que proporciona el máximo contraste de los tejidos blandos.
- Rayos X de ortovoltaje - 200 a 500 keV
- Rayos X de supertensión: de 500 a 1000 keV
- Rayos X de megavoltaje: de 1 a 25 MeV (en la práctica, las energías nominales superiores a 15 MeV son inusuales en la práctica clínica).

Los rayos X de megavoltaje son, con diferencia, los más comunes en radioterapia para el tratamiento de una amplia gama de cánceres. Los rayos X superficiales y de ortovoltaje tienen aplicación para el tratamiento de cánceres en la superficie de la piel o cerca de ella. Normalmente, se eligen los rayos X de megavoltaje de mayor energía cuando se desea maximizar la "preservación de la piel" (ya que la dosis relativa en la piel es menor para estos haces de alta energía). 
Los haces de fotones médicamente útiles también pueden derivarse de una fuente radiactiva como el iridio-192, el cesio-137 o el radio-226 (que ya no se utiliza clínicamente), o el cobalto-60. Estos haces de fotones derivados de la desintegración radiactiva son más o menos monocromáticos y se denominan rayos gamma.  El rango de energía habitual oscila entre 300 keV y 1,5 MeV, y es específico del isótopo. En particular, los haces de fotones procedentes de los radioisótopos son aproximadamente monoenergéticos, a diferencia del espectro continuo bremsstrahlung de un linac.
La radiación terapéutica se genera principalmente en el departamento de radioterapia utilizando algunos de los siguientes equipos:
1. Las máquinas de radioterapia superficial (SRT) producen rayos X de baja energía en el mismo rango de energía que las máquinas de rayos X de diagnóstico, 20 - 150 kV, para tratar afecciones de la piel.[2]
2. Máquinas de rayos X de ortovoltaje, que producen rayos X de mayor energía en el rango de 200-500 kV. Esta radiación se denominó "profunda" porque podía tratar tumores a profundidades a las que la radiación "superficial" de menor energía (arriba) no era adecuada. Las unidades de ortovoltaje tienen esencialmente el mismo diseño que las máquinas de rayos X de diagnóstico. Estas máquinas se limitan generalmente a menos de 600 kV.
3. Aceleradores lineales ("linacs") que producen rayos X de megavoltaje. El linac se utilizó por primera vez en radioterapia médica en 1953. Los linacs médicos disponibles en el mercado producen rayos X y electrones con un rango de energía de 4 MeV a unos 25 MeV. Los rayos X se producen por la rápida desaceleración de electrones en un material diana, normalmente una aleación de tungsteno, que produce un espectro de rayos X a través de la radiación bremsstrahlung. La forma y la intensidad del haz producido por un linac pueden modificarse o colimarse por diversos medios. Así, la radioterapia convencional, conformada, de intensidad modulada, tomográfica y estereotáctica se produce mediante aceleradores lineales especialmente modificados.
4. Las unidades de cobalto que utilizan la radiación del radioisótopo cobalto-60 producen haces estables y dicromáticos de 1,17 y 1,33 MeV, lo que da como resultado una energía media del haz de 1,25 MeV. La función de la unidad de cobalto ha sido sustituida en gran medida por el acelerador lineal, que puede generar radiaciones de mayor energía. El tratamiento con cobalto sigue desempeñando un papel útil en determinadas aplicaciones (por ejemplo, el bisturí de rayos gamma) y se sigue utilizando ampliamente en todo el mundo, ya que la maquinaria es relativamente fiable y sencilla de mantener en comparación con el acelerador lineal moderno.

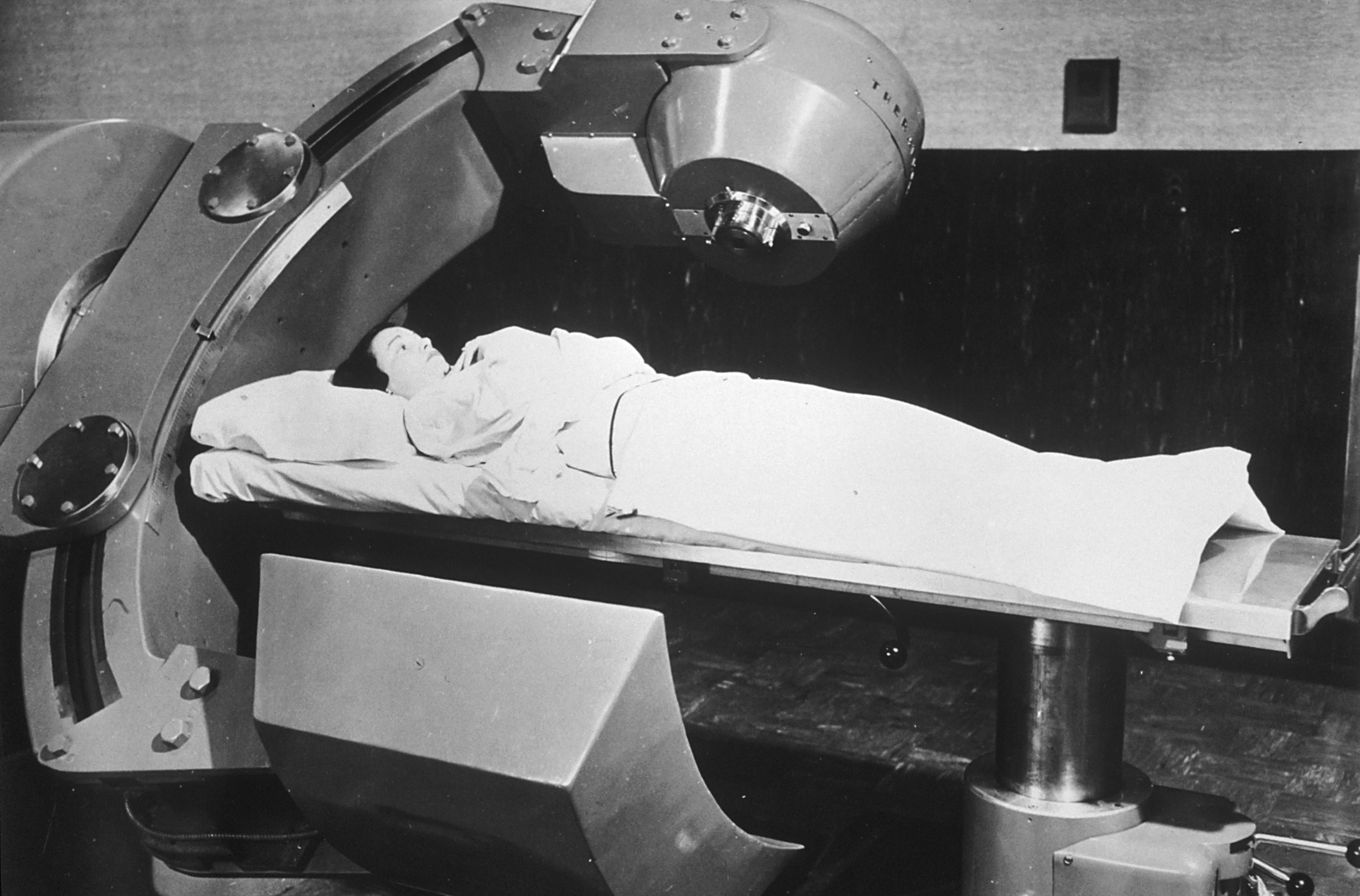
Paciente recibiendo terapia de cobalto-60 en una de las primeras máquinas de teleterapia, probablemente a principios de la década de 1950. El cobalto se encuentra en el cabezal de radiación (arriba en el centro), que produce un haz de rayos gamma que penetran en el cuerpo del paciente e inciden en el tumor. La radiación que atraviesa al paciente es absorbida por el escudo de plomo situado enfrente. Durante la terapia, el cabezal gira lentamente alrededor del paciente para reducir la dosis de radiación en el tejido sano.

## Electrones
Los rayos X se generan bombardeando con electrones un material de alto número atómico. Si se retira el blanco (y se disminuye la corriente del haz) se obtiene un haz de electrones de alta energía. Los haces de electrones son útiles para tratar lesiones superficiales porque el máximo de deposición de dosis se produce cerca de la superficie. La dosis disminuye rápidamente con la profundidad, preservando el tejido subyacente. Los haces de electrones suelen tener energías nominales comprendidas entre 4 y 20 MeV. Dependiendo de la energía, esto se traduce en un rango de tratamiento de aproximadamente 1-5 cm (en tejido equivalente al agua). Las energías superiores a 18 MeV se utilizan muy raramente. Aunque el blanco de rayos X se extrae en modo electrónico, el haz debe abrirse en abanico mediante conjuntos de finas láminas de dispersión para conseguir perfiles de dosis planos y simétricos en el tejido tratado.
Muchos aceleradores lineales pueden producir tanto electrones como rayos X. 

## Hadronterapia
Artículo principal: Terapia de partículas
La terapia de hadrones implica el uso terapéutico de protones, neutrones e iones más pesados (núcleos atómicos totalmente ionizados). De todas ellas, la terapia con protones es con diferencia la más común, aunque sigue siendo bastante rara en comparación con otras formas de radioterapia externa, ya que requiere equipos grandes y caros. El gantry (la parte que gira alrededor del paciente) es una estructura de varios pisos, y un sistema de terapia de protones podía costar (en 2009) hasta 150 millones de dólares.

## Colimador multihoja
Los aceleradores lineales modernos están equipados con colimadores multilámina (CML) que pueden moverse dentro del campo de radiación a medida que gira el gantry del linac, bloqueando el campo según sea necesario en función de la posición del gantry. Esta tecnología permite a los planificadores de tratamientos de radioterapia una gran flexibilidad a la hora de blindar los órganos en riesgo (OARS), garantizando al mismo tiempo la administración de la dosis prescrita a la diana o dianas. Un colimador multihoja típico consta de dos conjuntos de 40 a 80 hojas, cada una de ellas de unos 5 a 10 mm de grosor y varios centímetros en las otras dos dimensiones. Los colimadores multihoja más modernos tienen ahora hasta 160 hojas. Cada hoja de la CML está alineada en paralelo al campo de radiación y puede moverse independientemente para bloquear parte del campo. Esto permite al dosimetrista adaptar el campo de radiación a la forma del tumor (ajustando la posición de las hojas), minimizando así la cantidad de tejido sano expuesto a la radiación. En los linacs más antiguos sin CMC, esto debe hacerse manualmente utilizando varios bloques hechos a mano. 

## Radioterapia de intensidad modulada

Una cápsula de radiación de teleterapia compuesta por lo siguiente:
A.) un portafuente estándar internacional (normalmente de plomo),
B.) un anillo de retención, y
C.) una "fuente" de teleterapia compuesta por
D.) dos recipientes de acero inoxidable anidados soldados a
E.) dos tapas de acero inoxidable que rodean
F.) un escudo protector interno (generalmente de uranio metálico o una aleación de tungsteno) y
G.) un cilindro de material fuente radiactivo, a menudo cobalto-60, aunque no siempre. El diámetro de la "fuente" es de 30 mm.

La radioterapia de intensidad modulada (IMRT por sus siglas en inglés) es una técnica de radioterapia avanzada que se utiliza para minimizar la cantidad de tejido normal irradiado en el campo de tratamiento. En algunos sistemas, esta modulación de la intensidad se consigue moviendo las hojas en el CML durante el curso del tratamiento, con lo que se administra un campo de radiación con una intensidad no uniforme (es decir, modulada). Con la IMRT, los 
pueden dividir el haz de radiación en muchos "beamlets". Esto permite a los oncólogos radioterápicos variar la intensidad de cada haz. Con la IMRT, los médicos pueden limitar aún más la cantidad de radiación que recibe el tejido sano cercano al tumor. Los médicos han descubierto que esto les permite a veces administrar con seguridad una dosis más alta de radiación al tumor, aumentando potencialmente las posibilidades de curación.

### Terapia de arco volumétrico modulado
La terapia de arco volumétrico modulado (VMAT) es una extensión de la IMRT en la que, además del movimiento CML, el acelerador lineal se mueve alrededor del paciente durante el tratamiento. Esto significa que, en lugar de que la radiación entre en el paciente sólo a través de un pequeño número de ángulos fijos, puede entrar a través de muchos ángulos. Esto puede ser beneficioso para algunos lugares de tratamiento en los que el volumen diana está rodeado por una serie de órganos a los que debe evitarse la dosis de radiación.

### Filtro de aplanamiento libre
La intensidad de los rayos X producidos en un linac de megavoltaje es mucho mayor en el centro del haz que en los bordes. Para contrarrestarlo, se utiliza un filtro de aplanamiento. El filtro aplanador es un cono metálico (normalmente de tungsteno); una vez que el haz de rayos X ha atravesado el filtro aplanador, tendrá un perfil más uniforme, ya que el filtro aplanador tiene una forma que compensa la desviación hacia delante del momento de los electrones que inciden en él. Esto simplifica la planificación del tratamiento, pero también reduce significativamente la intensidad del haz. Con una mayor potencia de cálculo y algoritmos de planificación del tratamiento más eficaces, se reduce la necesidad de técnicas de planificación del tratamiento más sencillas ("planificación hacia delante", en la que el planificador indica directamente al linac cómo administrar el tratamiento prescrito). Esto ha provocado un mayor interés por los tratamientos sin filtro de aplanamiento (FFF). 
La ventaja de los tratamientos FFF es el aumento de la tasa de dosis máxima, que se multiplica por cuatro, lo que permite reducir el tiempo de tratamiento y el efecto del movimiento del paciente en la administración del tratamiento. Esto hace de la FFF un área de especial interés en los tratamientos estereotácticos, donde la reducción del tiempo de tratamiento puede reducir el movimiento del paciente, y en los tratamientos mamarios, donde existe la posibilidad de reducir el movimiento de la respiración.

## Radioterapia guiada por imagen
La radioterapia guiada por imagen (IGRT) aumenta la radioterapia con imágenes para aumentar la exactitud y precisión de la localización del objetivo, reduciendo así la cantidad de tejido sano en el campo de tratamiento. Cuanto más avanzan las técnicas de tratamiento en términos de precisión de la deposición de la dosis, mayores son los requisitos de la IGRT. Para que los pacientes puedan beneficiarse de técnicas de tratamiento sofisticadas como la IMRT o la terapia hadrónica, es deseable que la alineación del paciente sea de 0,5 mm o menos. Por lo tanto, nuevos métodos como la verificación de la posición del paciente basada en imágenes digitales estereoscópicas de kilovoltaje (PPVS) o la estimación de la alineación basada en la tomografía computarizada (TC) de haz cónico in situ enriquecen la gama de métodos modernos de IGRT.